# Cyttopsis cypho
Cyttopsis cypho är en fiskart som först beskrevs av Fowler, 1934.  Cyttopsis cypho ingår i släktet Cyttopsis och familjen Parazenidae. Inga underarter finns listade i Catalogue of Life.